# John Tulloch
John Tulloch, född 1 juni 1823 i Bridge of Earn, Perthshire, död 13 februari 1886 i Torquay, var en skotsk teolog. 
Tulloch studerade vid universiteten i Saint Andrews och Edinburgh, blev präst och principal i S:t Mary's College i Saint Andrews 1854 samt professor i systematisk teologi och apologetik. Han införde det historiska betraktelsesättet på dogmbildningen och bröt väg för modern teologi i Skottland. År 1862 utnämndes han till en av den skotska generalförsamlingens två klerker; därefter tog han ledande del i de skotska kyrkomötena. Han var djupt intresserad av undervisningsreformer i Skottland och medverkade till 1872 års Education Act. 
Tulloch bidrog till att mildra den stränga kalvinismen i skotska kyrkan och vidga dess vyer. Han blev pionjären för andlig frihet i Skottland. Två punkter framhöll han särskilt: kyrkan skall kunna omfatta och ge rörelsefrihet åt olika åskådningar och strävanden, i synnerhet om den vill vara nationalkyrka, och underskrivandet av kyrkans trosbekännelse innebär anslutning till dess anda, men ej bundenhet vid alla dess detaljer. 
En viktig kyrkohistorisk insats blev Tullochs största arbete Rational Theology and Christian Philosophy in England in the Seventeenth Century (1872), med banbrytande undersökning om det religiösa engelska tänkandets och särskilt 1600-talets Cambridge-platonisms historia. Andra, mindre verk av honom är Doctrine of Sin, The Christ of the Gospels and the Christ of History och en monografi över Blaise Pascal (1878).